# Andaman du centre
Andaman du centre est une île de l'archipel de Grande Andaman, en Inde, d'une superficie de 1 536 km2. La population est constituée de Bengalais, Tamouls et Kéralites. L'activité de l'île est essentiellement agricole.
Les villes principales sont Rangat, Billiground, Kadamtala, Bakultata et Betapur. La ville de Mayabunder est située sur l'île d'Amdaman du centre, mais est assimilée à Andaman du Nord.
Elle abrite les derniers Jarawa, un peuple autochtone de chasseurs-cueilleurs. Leur population est estimée à 270 personnes (2006).
Andaman du centre subit régulièrement des tremblements de terre. Elle a souffert du tsunami du 26 décembre 2004, mais dans une moindre proportion que le reste de l'archipel.